# Heiligenbronn (Waldachtal)

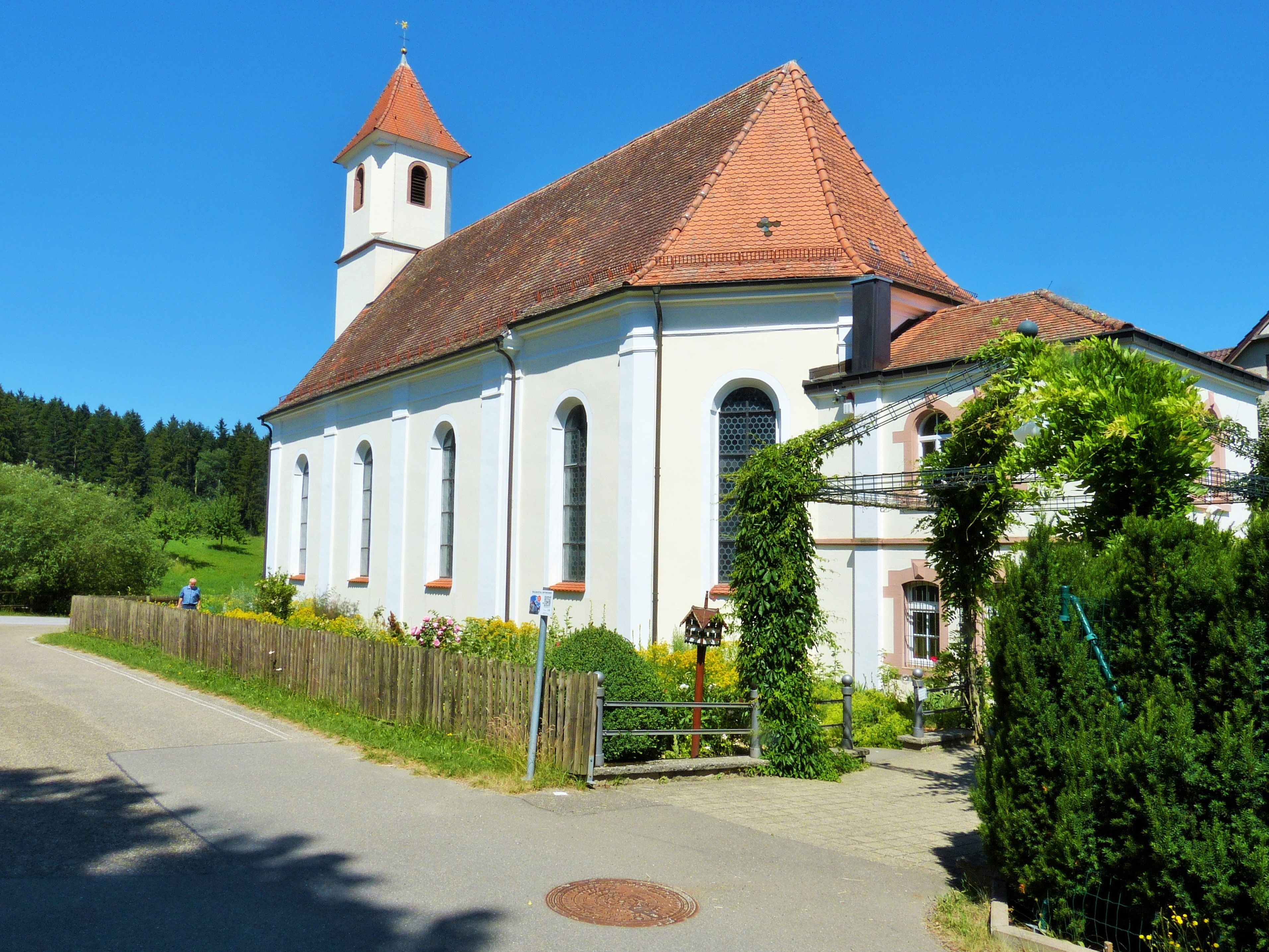
Wallfahrtskirche Zur Schmerzhaften Muttergottes Heiligenbronn, 2019

Heiligenbronn ist ein Weiler in der Ortschaft Salzstetten in der Gemeinde Waldachtal. Bekannt ist der Ort, der 1356 erstmals urkundlich erwähnt wurde, für seine Wallfahrtskirche und ehemalige Klosterkirche Zur Schmerzhaften Mutter Gottes. Bei dem Kloster handelte es sich um eine Filiale des Klosters Heiligenbronn bei Schramberg. 1891 übernahm das Mutterhaus Heiligenbronn (Schramberg) die Kleinkinderanstalt Heilgenbronn-Salzstetten vom Kloster Reute. Sie wurde durch einen Neubau erweitert und zum Knabenheim umgeformt. Die Mittel hierzu stammten aus dem Vermächtnis Nikolaus Backe. Die Neugründung bei Horb erhielt den Namen St. Antonius Die barocke Wallfahrtskirche wurde 1747 erbaut und geweiht. Die Kirche besitzt über dem Hochaltar der Wallfahrtskirche eine Pieta, datiert in die Jahre 1500–1520, außerhalb der Kirche einen Marienbrunnen und angrenzend der Schwesternkonvent und das alte, denkmalgeschützte Pfarrgebäude (Mesnerhaus).
1993 wurde hier mit vier Gruppenhäusern der Anfang zu einem Kinder- und Jugenddorf gelegt.